# Park Rothschild (Boulogne-Billancourt)
Der Park Edmond de Rothschild in Boulogne-Billancourt ist eine teilweise öffentliche Parkanlage am Stadtrand von Paris.

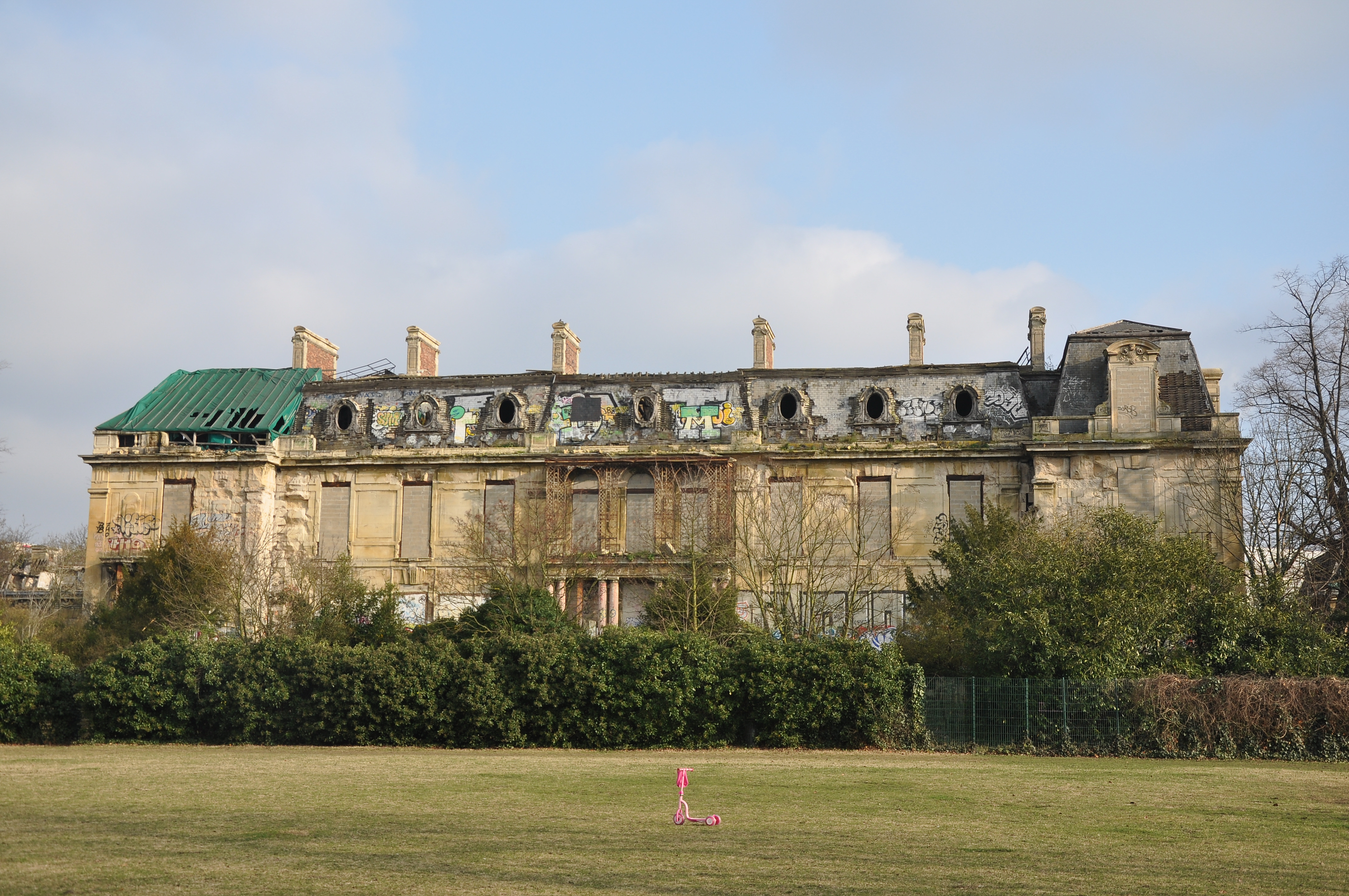
Das Schloss Rothschild im März 2008

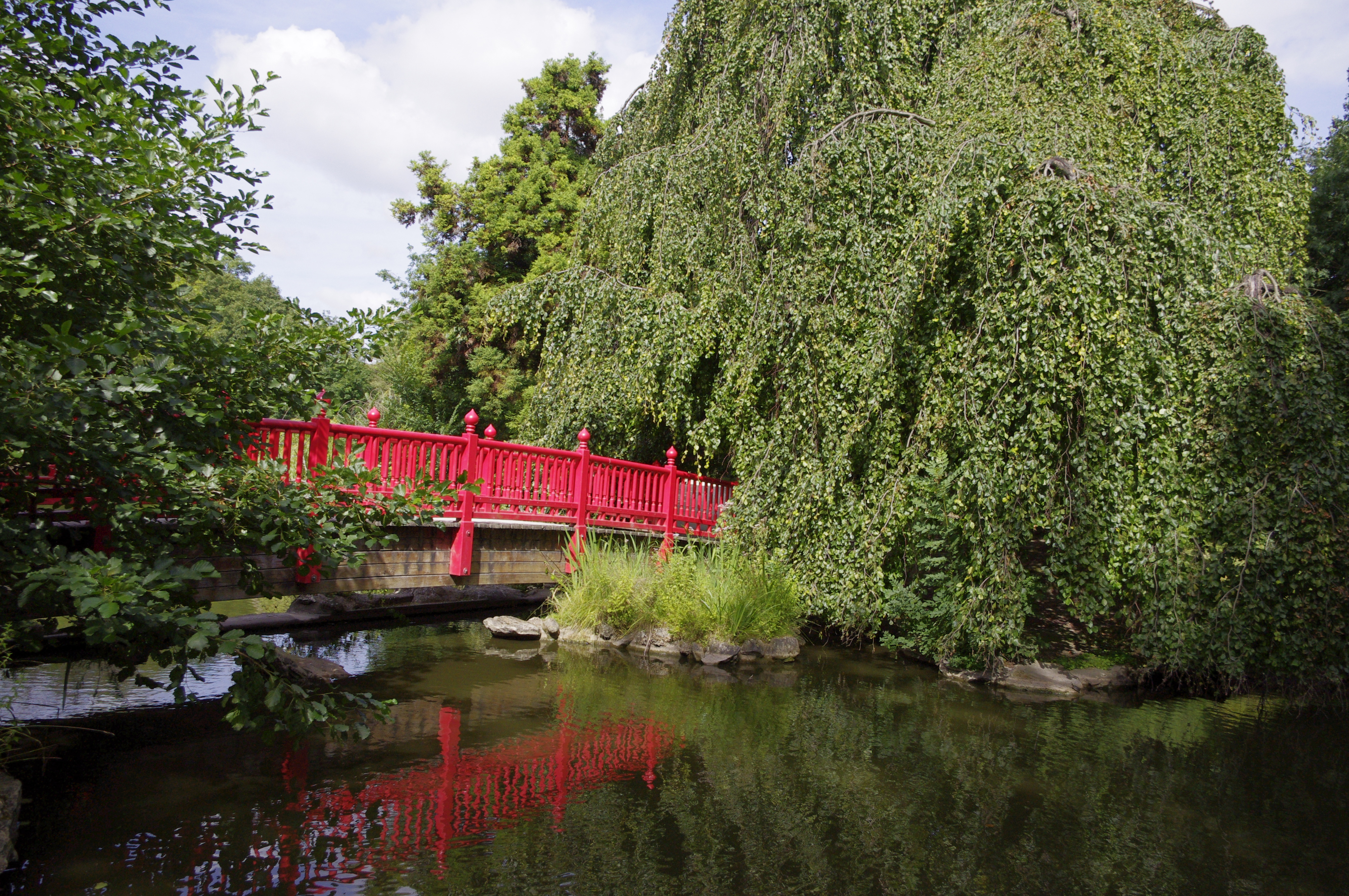
Brücke im Park Rothschild

## Geschichte
Der Besitz in der Pariser Vorortgemeinde wurde 1817 vom damals 26-jährigen Bankier Jakob Rothschild geerbt. Dieser ließ den Besitz um 1850 auf 30 Hektar vergrößern und darauf 1856 bis 1861 von dem Architekten Joseph-Armand Berthelin und dem Maler Louis-Eugène Lami ein Palais im neobarocken Stil errichten. 
Der Park war damals in einen Landschaftsgarten und einen im streng regelmäßig-geometrischen Stil der französischen Barockparks gestalteten Teil gegliedert. Der regelmäßige Gartenteil entstand nach Entwurf von Louis-Eugène Lami. Schöpfer des Landschaftsgartens war um 1860 Joseph Paxton, dessen Entwurf von dem Landschaftsarchitekten Paul Loyre überarbeitet wurde. Zwischen 1900 und 1930 wurde als dritter Teil ein Japanischer Garten von einem japanischen Gärtner namens Hatta erstellt. 1924 wurde ein weiterer Parkteil mit Steingärten und Wasserbecken, Routin genannt, von einem Gestalter namens Gaucher angelegt. Durch ihn verläuft ein Fließgewässer, der sogenannte Blaue Fluss. 
Nach dem Tod des Barons 1935 begann der Niedergang von Schloss und Park. Im Zweiten Weltkrieg wurde das Schloss von der deutschen Kriegsmarine requiriert und hatte unter der Besatzungsmacht zu leiden, nach 1945 wurde es zeitweilig von den Amerikanern besetzt. Die Familie Rothschild erhielt schließlich die Verfügung über das schwer beschädigte Gebäude zurück, benützte es jedoch nicht. 1975 diente es als Drehort für den französischen Film India Song nach einem Drehbuch von Marguerite Duras mit Delphine Seyrig, Michel Lonsdale und Mathieu Carrière. Das verfallende Schloss kam in anderen Privatbesitz, derzeit soll es im Besitz eines Mitglieds der saudi-arabischen Königsfamilie stehen.

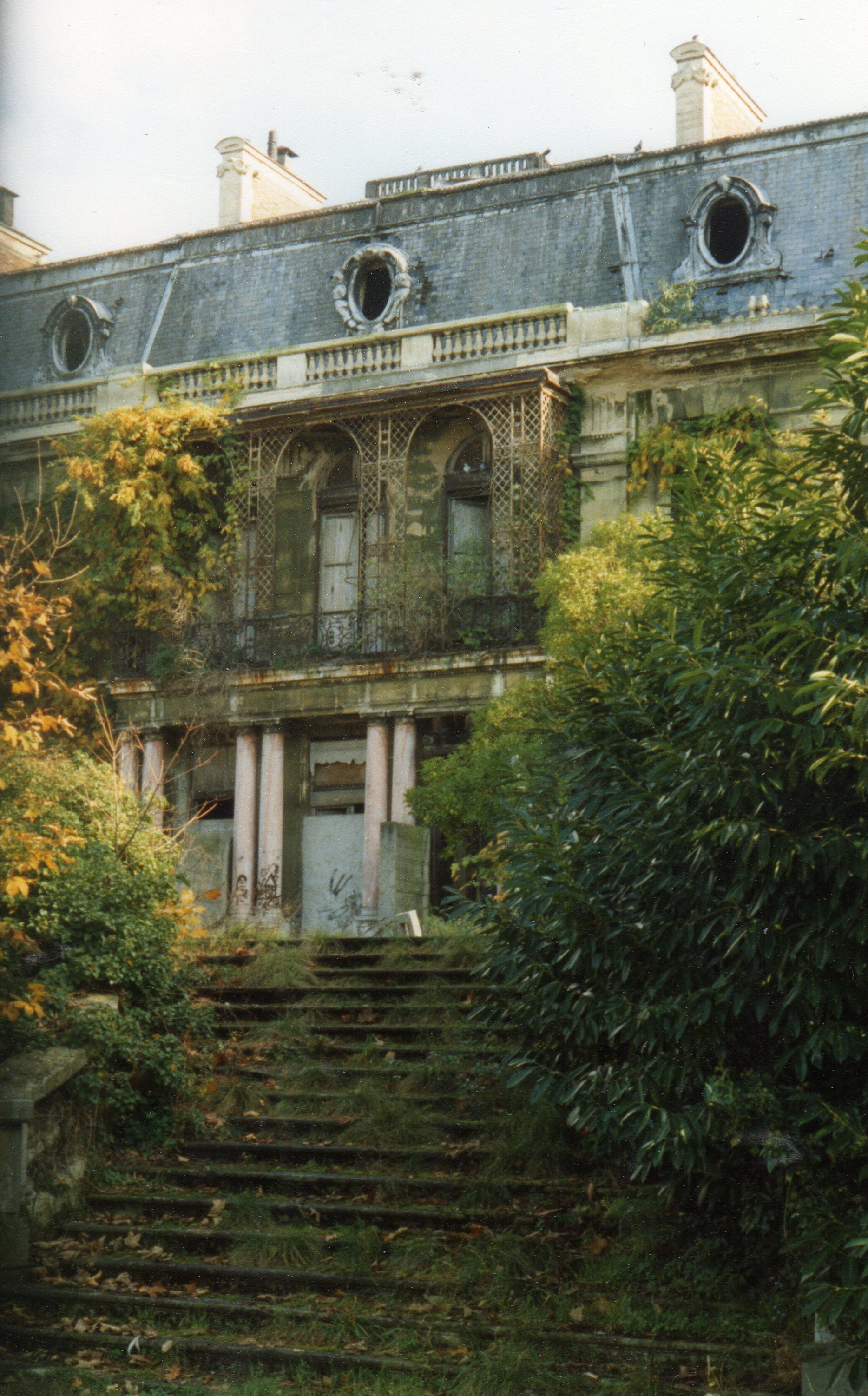
Zustand der Fassade im Oktober 1995

Durch den 1969 erfolgten Bau des Krankenhauses Ambroise Paré wurde der im regelmäßigen Stil angelegte Parkteil zerstört. Auch der Teil des Grundstücks auf dem das kleine Schloss Buchillot (französisch: Château Buchillot) steht, wurde abgetrennt. 1974 wurde im Bereich des Schlossparks die Verknüpfung der Autobahn A13 mit dem Boulevard périphérique errichtet, die zu einer weiteren Reduzierung des Parkgeländes, zum Fall hundertjähriger Kastanienbäume und zur Abtrennung des Château Buchillot vom übrigen Gelände führte. Auch der ursprüngliche Japangarten ist zerstört, im heute öffentlichen Park wurde allerdings wieder eine Partie im asiatischen Gartenstil angelegt. Aus dem originalen Japangarten sind noch Bäume vorhanden, die damals kleinwüchsig gehalten wurden, aber inzwischen normal weiterwachsen. 
Der Park umfasst heute noch etwa 15 Hektar. In ihm finden sich unter anderem ein Teich mit einer Insel, der sogenannte Blaue Fluss, Wasserfälle, eine Grotte und ein Reitplatz. 77 Arten von Gehölzen werden in einem Parkführer beschrieben, darunter Hänge-Buchen, Morgenländische Platanen, ein Trompetenbaum, ein Mandelbaum, eine Korsische Kiefer, eine Kirschpflaume, eine Bitterorange, ein Ginkgo, eine Strauch-Rosskastanie und zahlreiche Rhododendren. Einige Meter neben dem Eingang wurde eine Libanon-Zeder gepflanzt zur Erinnerung an den 1995 ermordeten israelischen Politiker Jitzchak Rabin.
Das Château Buchillot ist heute im Eigentum der Stadt und steht unter Denkmalschutz. Es wird derzeit renoviert und wird künftig eine öffentlich zugängliche Sammlung von Werken des Pariser Bildhauers Paul Belmondo (1898–1982) beherbergen, darunter über 250 Skulpturen, über 400 Medaillen und fast 900 Zeichnungen und Skizzen, gestiftet von seinen Kindern, dem Schauspieler Jean-Paul Belmondo, dessen Bruder Alain und dessen Schwester Muriel. Die Eröffnung war zunächst für den Mai 2008 geplant, wurde aber auf Ende 2009/Anfang 2010 verschoben.
Was mit dem Schloss Rothschild geschieht, erscheint weiterhin ungewiss. Zwei Brände (1993 und 2003) devastierten die ohnedies bereits stark beeinträchtigte Innenausstattung.